# Pristimantis albericoi
Pristimantis albericoi Lynch & Ruiz-Carranza, 1996 è una rana della famiglia Strabomantidae.